# Travronden
Travronden är en veckotidning om trav- och galoppsport. Det första numret kom ut 1932 under namnet Trav- och galoppronden, vilket tidningen hette till 2004. Travronden är Sveriges äldsta och största tidning för trav- och galoppsport. Travrondens papperstidning ges ut två gånger i veckan – normalt tisdagar och fredagar – och har en omfattande nyhets- och reportagebevakning på den nationella och internationella hästsportscenen. Travronden publicerar startlistor, tips och referat rörande samtliga tävlingstillfällen i Sverige med särskild inriktning på riksspelen V75, V86, V64, V65, V4, och Dagens Dubbel. Travronden har funnits på nätet sedan 1997.